# Élections municipales de 2026 à Mayotte
Pour un article plus général, voir Élections municipales françaises de 2026.
Les élections municipales à Mayotte sont prévues en mars 2026. Cette page traite de toutes les communes de Mayotte.

## Résultats à l'échelle du département

### Maires sortants et maires élus
| Commune       | Population (en 2017) | Maire sortant(e)       | Parti | Parti | Maire élu(e) | Parti | Parti |
| ------------- | -------------------- | ---------------------- | ----- | ----- | ------------ | ----- | ----- |
| Acoua         | 5 192                | Marib Hanaffi          |       | MDM   |              |       |       |
| Bandraboua    | 13 989               | Ahamada Fahardine      |       | PS    |              |       |       |
| Bandrele      | 10 282               | Ali Moussa Ben Moussa  |       | MDM   |              |       |       |
| Bouéni        | 6 189                | Mouslim Abdourahamane  |       | DVG   |              |       |       |
| Chiconi       | 8 295                | Madi Ousséni Mohamadi  |       | RE    |              |       |       |
| Chirongui     | 8 920                | Bihaki Daouda          |       | DVD   |              |       |       |
| Dembeni       | 15 848               | Moudjibou Saidi        |       | LR    |              |       |       |
| Dzaoudzi      | 17 831               | Mikidache Houmadi      |       | NÉMA  |              |       |       |
| Kani-Kéli     | 5 507                | Abdou Rachadi          |       | DVD   |              |       |       |
| Koungou       | 32 156               | Assani Saindou Bamcolo |       | DVD   |              |       |       |
| Mamoudzou     | 71 437               | Ambdilwahedou Soumaila |       | LR    |              |       |       |
| Mtsamboro     | 7 705                | Laïthidine Ben Saïd    |       | DVC   |              |       |       |
| M'Tsangamouji | 6 432                | Said Maanrifa Ibrahima |       | LR    |              |       |       |
| Ouangani      | 10 203               | Youssouf Ambdi         |       | MDM   |              |       |       |
| Pamandzi      | 11 442               | Madi Madi Souf         |       | MDM   |              |       |       |
| Sada          | 11 156               | Houssamoudine Abdallah |       | DVD   |              |       |       |
| Tsingoni      | 13 934               | Issilamou Hamada       |       | LR    |              |       |       |

### Résultats en nombre de maires
| Partis       | Partis                                     | Maires sortants | Maires élus | Évolution |
| ------------ | ------------------------------------------ | --------------- | ----------- | --------- |
|              | Divers droite                              | 4               |             |           |
|              | Les Républicains                           | 4               |             |           |
| Total droite | Total droite                               | 8               |             |           |
|              | Mouvement pour le développement de Mayotte | 4               |             |           |
|              | Divers centre                              | 1               |             |           |
|              | Renaissance                                | 1               |             |           |
| Total centre | Total centre                               | 6               |             |           |
|              | Divers gauche                              | 1               |             |           |
|              | Nouvel Élan pour Mayotte                   | 1               |             |           |
|              | Parti socialiste                           | 1               |             |           |
| Total gauche | Total gauche                               | 3               |             |           |
| Total        | Total                                      | 17              | 17          | -         |

## Résultats au niveau des communes

### Acoua
- Maire sortant : Marib Hanaffi (MDM)
- 29 sièges à pourvoir au conseil municipal (population légale 2022 : 5 192 habitants)
- 3 sièges à pourvoir au conseil communautaire (CA du Grand Nord de Mayotte)

| Tête de liste            | Tête de liste  | Parti(s) | Nuance | Premier tour | Premier tour | Second tour | Second tour | Sièges | Sièges |
| Tête de liste            | Tête de liste  | Parti(s) | Nuance | Voix         | %            | Voix        | %           | CM     | CC     |
| ------------------------ | -------------- | -------- | ------ | ------------ | ------------ | ----------- | ----------- | ------ | ------ |
|                          | Marib Hanaffi, | MDM      |        |              |              |             |             |        |        |
|                          |                |          |        |              |              |             |             |        |        |
| Exprimés                 |                |          |        |              |              |             |             |        |        |
| Votes blancs             |                |          |        |              |              |             |             |        |        |
| Votes nuls               |                |          |        |              |              |             |             |        |        |
| Total                    | Total          | Total    | Total  |              | 100          |             | 100         | 29     | 3      |
| Absentions               |                |          |        |              |              |             |             |        |        |
| Inscrits / participation |                |          |        |              |              |             |             |        |        |

### Bandraboua
- Maire sortant : Ahamada Fahardine (PS)
- 33 sièges à pourvoir au conseil municipal (population légale 2022 : 13 989 habitants)
- 12 sièges à pourvoir au conseil communautaire (CA du Grand Nord de Mayotte)

| Tête de liste            | Tête de liste            | Parti(s) | Nuance | Premier tour | Premier tour | Second tour | Second tour | Sièges | Sièges |
| Tête de liste            | Tête de liste            | Parti(s) | Nuance | Voix         | %            | Voix        | %           | CM     | CC     |
| ------------------------ | ------------------------ | -------- | ------ | ------------ | ------------ | ----------- | ----------- | ------ | ------ |
|                          | Alifani Mahavita         | MDM      |        |              |              |             |             |        |        |
|                          | Abdoul-Lihariti Antoissi | LR       |        |              |              |             |             |        |        |
|                          |                          |          |        |              |              |             |             |        |        |
| Exprimés                 |                          |          |        |              |              |             |             |        |        |
| Votes blancs             |                          |          |        |              |              |             |             |        |        |
| Votes nuls               |                          |          |        |              |              |             |             |        |        |
| Total                    | Total                    | Total    | Total  |              | 100          |             | 100         | 33     | 12     |
| Absentions               |                          |          |        |              |              |             |             |        |        |
| Inscrits / participation |                          |          |        |              |              |             |             |        |        |

### Bandrele
- Maire sortant : Ali Moussa Ben Moussa (MDM)
- 33 sièges à pourvoir au conseil municipal (population légale 2022 : 10 282 habitants)
- 11 sièges à pourvoir au conseil communautaire (CC du Sud)

| Tête de liste            | Tête de liste          | Parti(s) | Nuance | Premier tour | Premier tour | Second tour | Second tour | Sièges | Sièges |
| Tête de liste            | Tête de liste          | Parti(s) | Nuance | Voix         | %            | Voix        | %           | CM     | CC     |
| ------------------------ | ---------------------- | -------- | ------ | ------------ | ------------ | ----------- | ----------- | ------ | ------ |
|                          | Ali Moussa Ben Moussa, | MDM      |        |              |              |             |             |        |        |
|                          | Daniel Rama            | LR       |        |              |              |             |             |        |        |
|                          |                        |          |        |              |              |             |             |        |        |
| Exprimés                 |                        |          |        |              |              |             |             |        |        |
| Votes blancs             |                        |          |        |              |              |             |             |        |        |
| Votes nuls               |                        |          |        |              |              |             |             |        |        |
| Total                    | Total                  | Total    | Total  |              | 100          |             | 100         | 33     | 11     |
| Absentions               |                        |          |        |              |              |             |             |        |        |
| Inscrits / participation |                        |          |        |              |              |             |             |        |        |

### Bouéni
- Maire sortant : Mouslim Abdourahamane (DVG)
- 29 sièges à pourvoir au conseil municipal (population légale 2022 : 6 189 habitants)
- 7 sièges à pourvoir au conseil communautaire (CC du Sud)

| Tête de liste | Tête de liste | Parti(s) | Nuance | Premier tour | Premier tour | Second tour | Second tour | Sièges | Sièges |
| Tête de liste | Tête de liste | Parti(s) | Nuance | Voix         | %            | Voix        | %           | CM     | CC     |
| ------------- | ------------- | -------- | ------ | ------------ | ------------ | ----------- | ----------- | ------ | ------ |

### Chiconi
- Maire sortant : Madi Ousséni Mohamadi (RE)
- 29 sièges à pourvoir au conseil municipal (population légale 2022 : 8 295 habitants)
- 7 sièges à pourvoir au conseil communautaire (CC du Centre-Ouest)

| Tête de liste | Tête de liste | Parti(s) | Nuance | Premier tour | Premier tour | Second tour | Second tour | Sièges | Sièges |
| Tête de liste | Tête de liste | Parti(s) | Nuance | Voix         | %            | Voix        | %           | CM     | CC     |
| ------------- | ------------- | -------- | ------ | ------------ | ------------ | ----------- | ----------- | ------ | ------ |

### Chirongui
- Maire sortant : Bihaki Daouda (DVD)
- 29 sièges à pourvoir au conseil municipal (population légale 2022 : 8 920 habitants)
- 10 sièges à pourvoir au conseil communautaire (CC du Sud)

| Tête de liste            | Tête de liste | Parti(s) | Nuance | Premier tour | Premier tour | Second tour | Second tour | Sièges | Sièges |
| Tête de liste            | Tête de liste | Parti(s) | Nuance | Voix         | %            | Voix        | %           | CM     | CC     |
| ------------------------ | ------------- | -------- | ------ | ------------ | ------------ | ----------- | ----------- | ------ | ------ |
|                          | Adrachi Velou | LR       |        |              |              |             |             |        |        |
|                          |               |          |        |              |              |             |             |        |        |
| Exprimés                 |               |          |        |              |              |             |             |        |        |
| Votes blancs             |               |          |        |              |              |             |             |        |        |
| Votes nuls               |               |          |        |              |              |             |             |        |        |
| Total                    | Total         | Total    | Total  |              | 100          |             | 100         | 29     | 10     |
| Absentions               |               |          |        |              |              |             |             |        |        |
| Inscrits / participation |               |          |        |              |              |             |             |        |        |

### Dembeni
- Maire sortant : Moudjibou Saidi (LR)
- 33 sièges à pourvoir au conseil municipal (population légale 2022 : 15 848 habitants)
- 21 sièges à pourvoir au conseil communautaire (CA de Dembeni-Mamoudzou)

| Tête de liste | Tête de liste | Parti(s) | Nuance | Premier tour | Premier tour | Second tour | Second tour | Sièges | Sièges |
| Tête de liste | Tête de liste | Parti(s) | Nuance | Voix         | %            | Voix        | %           | CM     | CC     |
| ------------- | ------------- | -------- | ------ | ------------ | ------------ | ----------- | ----------- | ------ | ------ |

### Dzaoudzi
- Maire sortant : Mikidache Houmadi (NÉMA)
- 33 sièges à pourvoir au conseil municipal (population légale 2022 : 17 831 habitants)
- 15 sièges à pourvoir au conseil communautaire (CC de Petite-Terre)

| Tête de liste            | Tête de liste      | Parti(s) | Nuance | Premier tour | Premier tour | Second tour | Second tour | Sièges | Sièges |
| Tête de liste            | Tête de liste      | Parti(s) | Nuance | Voix         | %            | Voix        | %           | CM     | CC     |
| ------------------------ | ------------------ | -------- | ------ | ------------ | ------------ | ----------- | ----------- | ------ | ------ |
|                          | Mikidache Houmadi, | NÉMA     |        |              |              |             |             |        |        |
|                          |                    |          |        |              |              |             |             |        |        |
| Exprimés                 |                    |          |        |              |              |             |             |        |        |
| Votes blancs             |                    |          |        |              |              |             |             |        |        |
| Votes nuls               |                    |          |        |              |              |             |             |        |        |
| Total                    | Total              | Total    | Total  |              | 100          |             | 100         | 33     | 15     |
| Absentions               |                    |          |        |              |              |             |             |        |        |
| Inscrits / participation |                    |          |        |              |              |             |             |        |        |

### Kani-Kéli
- Maire sortant : Abdou Rachadi (DVD)
- 29 sièges à pourvoir au conseil municipal (population légale 2022 : 5 507 habitants)
- 6 sièges à pourvoir au conseil communautaire (CC du Sud)

| Tête de liste | Tête de liste | Parti(s) | Nuance | Premier tour | Premier tour | Second tour | Second tour | Sièges | Sièges |
| Tête de liste | Tête de liste | Parti(s) | Nuance | Voix         | %            | Voix        | %           | CM     | CC     |
| ------------- | ------------- | -------- | ------ | ------------ | ------------ | ----------- | ----------- | ------ | ------ |

### Koungou
- Maire sortant : Assani Saindou Bamcolo (DVD)
- 39 sièges à pourvoir au conseil municipal (population légale 2022 : 32 156 habitants)
- 20 sièges à pourvoir au conseil communautaire (CA du Grand Nord de Mayotte)

| Tête de liste | Tête de liste | Parti(s) | Nuance | Premier tour | Premier tour | Second tour | Second tour | Sièges | Sièges |
| Tête de liste | Tête de liste | Parti(s) | Nuance | Voix         | %            | Voix        | %           | CM     | CC     |
| ------------- | ------------- | -------- | ------ | ------------ | ------------ | ----------- | ----------- | ------ | ------ |

### Mamoudzou
- Maire sortant : Ambdilwahedou Soumaila (LR)
- 49 sièges à pourvoir au conseil municipal (population légale 2022 : 71 437 habitants)
- 21 sièges à pourvoir au conseil communautaire (CA de Dembeni-Mamoudzou)

| Tête de liste            | Tête de liste           | Parti(s) | Nuance | Premier tour | Premier tour | Second tour | Second tour | Sièges | Sièges |
| Tête de liste            | Tête de liste           | Parti(s) | Nuance | Voix         | %            | Voix        | %           | CM     | CC     |
| ------------------------ | ----------------------- | -------- | ------ | ------------ | ------------ | ----------- | ----------- | ------ | ------ |
|                          | Soiyinri Mhoudhoir      | MDM      |        |              |              |             |             |        |        |
|                          | Ambdilwahedou Soumaila, | LR       |        |              |              |             |             |        |        |
|                          |                         |          |        |              |              |             |             |        |        |
| Exprimés                 |                         |          |        |              |              |             |             |        |        |
| Votes blancs             |                         |          |        |              |              |             |             |        |        |
| Votes nuls               |                         |          |        |              |              |             |             |        |        |
| Total                    | Total                   | Total    | Total  |              | 100          |             | 100         | 49     | 21     |
| Absentions               |                         |          |        |              |              |             |             |        |        |
| Inscrits / participation |                         |          |        |              |              |             |             |        |        |

### Mtsamboro
- Maire sortant : Laïthidine Ben Saïd (DVC)
- 29 sièges à pourvoir au conseil municipal (population légale 2022 : 7 705 habitants)
- 5 sièges à pourvoir au conseil communautaire (CA du Grand Nord de Mayotte)

| Tête de liste | Tête de liste | Parti(s) | Nuance | Premier tour | Premier tour | Second tour | Second tour | Sièges | Sièges |
| Tête de liste | Tête de liste | Parti(s) | Nuance | Voix         | %            | Voix        | %           | CM     | CC     |
| ------------- | ------------- | -------- | ------ | ------------ | ------------ | ----------- | ----------- | ------ | ------ |

### M'Tsangamouji
- Maire sortant : Said Maanrifa Ibrahima (LR)
- 29 sièges à pourvoir au conseil municipal (population légale 2022 : 6 432 habitants)
- 5 sièges à pourvoir au conseil communautaire (CC du Centre-Ouest)

| Tête de liste            | Tête de liste           | Parti(s) | Nuance | Premier tour | Premier tour | Second tour | Second tour | Sièges | Sièges |
| Tête de liste            | Tête de liste           | Parti(s) | Nuance | Voix         | %            | Voix        | %           | CM     | CC     |
| ------------------------ | ----------------------- | -------- | ------ | ------------ | ------------ | ----------- | ----------- | ------ | ------ |
|                          | Said Maanrifa Ibrahima, | LR       |        |              |              |             |             |        |        |
|                          |                         |          |        |              |              |             |             |        |        |
| Exprimés                 |                         |          |        |              |              |             |             |        |        |
| Votes blancs             |                         |          |        |              |              |             |             |        |        |
| Votes nuls               |                         |          |        |              |              |             |             |        |        |
| Total                    | Total                   | Total    | Total  |              | 100          |             | 100         | 29     | 5      |
| Absentions               |                         |          |        |              |              |             |             |        |        |
| Inscrits / participation |                         |          |        |              |              |             |             |        |        |

### Ouangani
- Maire sortant : Youssouf Ambdi (MDM)
- 33 sièges à pourvoir au conseil municipal (population légale 2022 : 10 203 habitants)
- 8 sièges à pourvoir au conseil communautaire (CC du Centre-Ouest)

| Tête de liste            | Tête de liste   | Parti(s) | Nuance | Premier tour | Premier tour | Second tour | Second tour | Sièges | Sièges |
| Tête de liste            | Tête de liste   | Parti(s) | Nuance | Voix         | %            | Voix        | %           | CM     | CC     |
| ------------------------ | --------------- | -------- | ------ | ------------ | ------------ | ----------- | ----------- | ------ | ------ |
|                          | Youssouf Ambdi, | MDM      |        |              |              |             |             |        |        |
|                          | Issouf Mada     | LR       |        |              |              |             |             |        |        |
|                          |                 |          |        |              |              |             |             |        |        |
| Exprimés                 |                 |          |        |              |              |             |             |        |        |
| Votes blancs             |                 |          |        |              |              |             |             |        |        |
| Votes nuls               |                 |          |        |              |              |             |             |        |        |
| Total                    | Total           | Total    | Total  |              | 100          |             | 100         | 33     | 8      |
| Absentions               |                 |          |        |              |              |             |             |        |        |
| Inscrits / participation |                 |          |        |              |              |             |             |        |        |

### Pamandzi
- Maire sortant : Madi Madi Souf (MDM)
- 33 sièges à pourvoir au conseil municipal (population légale 2022 : 11 442 habitants)
- 15 sièges à pourvoir au conseil communautaire (CC de Petite-Terre)

| Tête de liste | Tête de liste | Parti(s) | Nuance | Premier tour | Premier tour | Second tour | Second tour | Sièges | Sièges |
| Tête de liste | Tête de liste | Parti(s) | Nuance | Voix         | %            | Voix        | %           | CM     | CC     |
| ------------- | ------------- | -------- | ------ | ------------ | ------------ | ----------- | ----------- | ------ | ------ |

### Sada
- Maire sortant : Houssamoudine Abdallah (DVD)
- 33 sièges à pourvoir au conseil municipal (population légale 2022 : 11 156 habitants)
- 9 sièges à pourvoir au conseil communautaire (CC du Centre-Ouest)

| Tête de liste            | Tête de liste       | Parti(s) | Nuance | Premier tour | Premier tour | Second tour | Second tour | Sièges | Sièges |
| Tête de liste            | Tête de liste       | Parti(s) | Nuance | Voix         | %            | Voix        | %           | CM     | CC     |
| ------------------------ | ------------------- | -------- | ------ | ------------ | ------------ | ----------- | ----------- | ------ | ------ |
|                          | Djamalidine Djabiri | MDM      |        |              |              |             |             |        |        |
|                          | Chaharmane Houlame  | LR       |        |              |              |             |             |        |        |
|                          |                     |          |        |              |              |             |             |        |        |
| Exprimés                 |                     |          |        |              |              |             |             |        |        |
| Votes blancs             |                     |          |        |              |              |             |             |        |        |
| Votes nuls               |                     |          |        |              |              |             |             |        |        |
| Total                    | Total               | Total    | Total  |              | 100          |             | 100         | 33     | 9      |
| Absentions               |                     |          |        |              |              |             |             |        |        |
| Inscrits / participation |                     |          |        |              |              |             |             |        |        |

### Tsingoni
- Maire sortant : Issilamou Hamada (LR)
- 33 sièges à pourvoir au conseil municipal (population légale 2022 : 13 934 habitants)
- 11 sièges à pourvoir au conseil communautaire (CC du Centre-Ouest)

| Tête de liste            | Tête de liste     | Parti(s) | Nuance | Premier tour | Premier tour | Second tour | Second tour | Sièges | Sièges |
| Tête de liste            | Tête de liste     | Parti(s) | Nuance | Voix         | %            | Voix        | %           | CM     | CC     |
| ------------------------ | ----------------- | -------- | ------ | ------------ | ------------ | ----------- | ----------- | ------ | ------ |
|                          | Antoine Abdallah  | MDM      |        |              |              |             |             |        |        |
|                          | Issilamou Hamada, | LR       |        |              |              |             |             |        |        |
|                          |                   |          |        |              |              |             |             |        |        |
| Exprimés                 |                   |          |        |              |              |             |             |        |        |
| Votes blancs             |                   |          |        |              |              |             |             |        |        |
| Votes nuls               |                   |          |        |              |              |             |             |        |        |
| Total                    | Total             | Total    | Total  |              | 100          |             | 100         | 33     | 11     |
| Absentions               |                   |          |        |              |              |             |             |        |        |
| Inscrits / participation |                   |          |        |              |              |             |             |        |        |